# Bluestone National Scenic River
La Bluestone National Scenic River est une aire protégée américaine dans les comtés de Mercer et Summers, en Virginie-Occidentale. Créée en 1988, cette National Wild and Scenic River gérée par le National Park Service protège la Bluestone River et ses rives.